# Fulda-Radweg
De Fulda-Radweg (ook wel de Hessischer Radfernweg R1 genoemd) is een langeafstandsfietsroute in Duitsland. De route volgt de loop van de rivier de Fulda tot deze bij Hannoversch Münden samenkomt met de Werra en verder gaat als Wezer. Het traject is bewegwijzerd in twee richtingen.

## Traject
De route start in Mosbach waar de Fulda ontspringt. Hier kan worden aangesloten op de Hessischer Radfernweg R2 die verder gaat naar Jossa aan de grens tussen de deelstaten Hessen en Beieren. De R2 loopt parallel mee tot Fulda en gaat dan richting de Lahn. 
Iets verderop tussen Solms en Bad Hersfeld loopt de Hessischer Radfernweg R7 kort parallel mee met de route.
De route komt voorbij de Forbachsee. In Ellenberg mondt de Eder in de Fulda en kan worden aangesloten op de Ederradweg. In Hannoversch Münden kan worden aangesloten op de Weser-Harz-Heide-Radweg, de Weserradweg en de Werratal-Radweg.
Tussen Mosbach en Hannoversch Münden is de route onderdeel van de landelijke route D9 - Wezer-Romantische Straat.

## Aansluitingen met andere fietsroutes
- Tussen Mosbach en Fulda loopt de route parallel met de Hessischer Radfernweg R2.
- Tussen Solms en Bad Hersfeld loopt de route parallel met de Hessischer Radfernweg R7.
- Tussen Rotenburg an der Fulda en Neumorschen loopt de route parallel met de Hessischer Radfernweg R5.
- In Ellenberg kan worden aangesloten op de Ederradweg.
- In Hannoversch Münden kan worden aangesloten op de Weser-Harz-Heide-Radweg.
- In Hannoversch Münden kan worden aangesloten op de Weserradweg.
- In Hannoversch Münden kan worden aangesloten op de Werratal-Radweg.
- Tussen Mosbach en Hannoversch Münden is de route onderdeel van de landelijke route D9 - Wezer-Romantische Straat.

## Hessischer Radfernwegen
In 1992 zijn in de deelstaat Hessen 9 Hessischer Radfernwegen uitgezet welke allen bewegwijzerd zijn. Naast de R1 zijn dit:
- R2 van Bad Laasphe naar Sinntal
- R3 van Rüdesheim am Rhein naar Tann
- R4 van Bad Karlshafen naar Hirschhorn
- R5 van Willingen naar Eschwege
- R6 van Diemelstadt naar Lampertheim
- R7 van Limburg an der Lahn naar Philippsthal
- R8 van Frankenberg naar Heppenheim
- R9 van Worms naar Obernburg am Main